# 北屯兒童公園
24°10′08″N 120°41′41″E / 24.168778°N 120.694771°E
北屯兒童公園為台灣台中市北屯區內的大型公園之一，面積4.6218公頃，內有臺中市立圖書館興安分館、人工湖、少棒場、網球場等設施。
北屯兒童分館建坪5,125平方公尺，為一座四分之三圓柱形建築，有三層樓高。內部有遊戲室、展覽室、圖書室、演藝廳、文化教室及歡樂劇場等，提供兒童及家長休閒、閱讀、藝文欣賞等多元化服務。
園內有一座設有護網的槌球場，但真正用以作槌球用途的時候並不多，大部分的時候裡面較多的是打棒球的民眾。網球場有三面場地，並有照明設備供晚間時段使用。

## 交通
臺中市公車
- 中台灣客運：1、31
- 台中客運：8、14、15、16、100
- 仁友客運：21
- 統聯客運：53、77、85
- 豐原客運：55、200、203、270、271、276、277
- 巨業交通：68
- 豐榮客運：127

台中市公共自行車租賃系統站點
- 北屯兒童公園

臺中捷運
- 綠線：四維國小站